# 鞍掛けの松

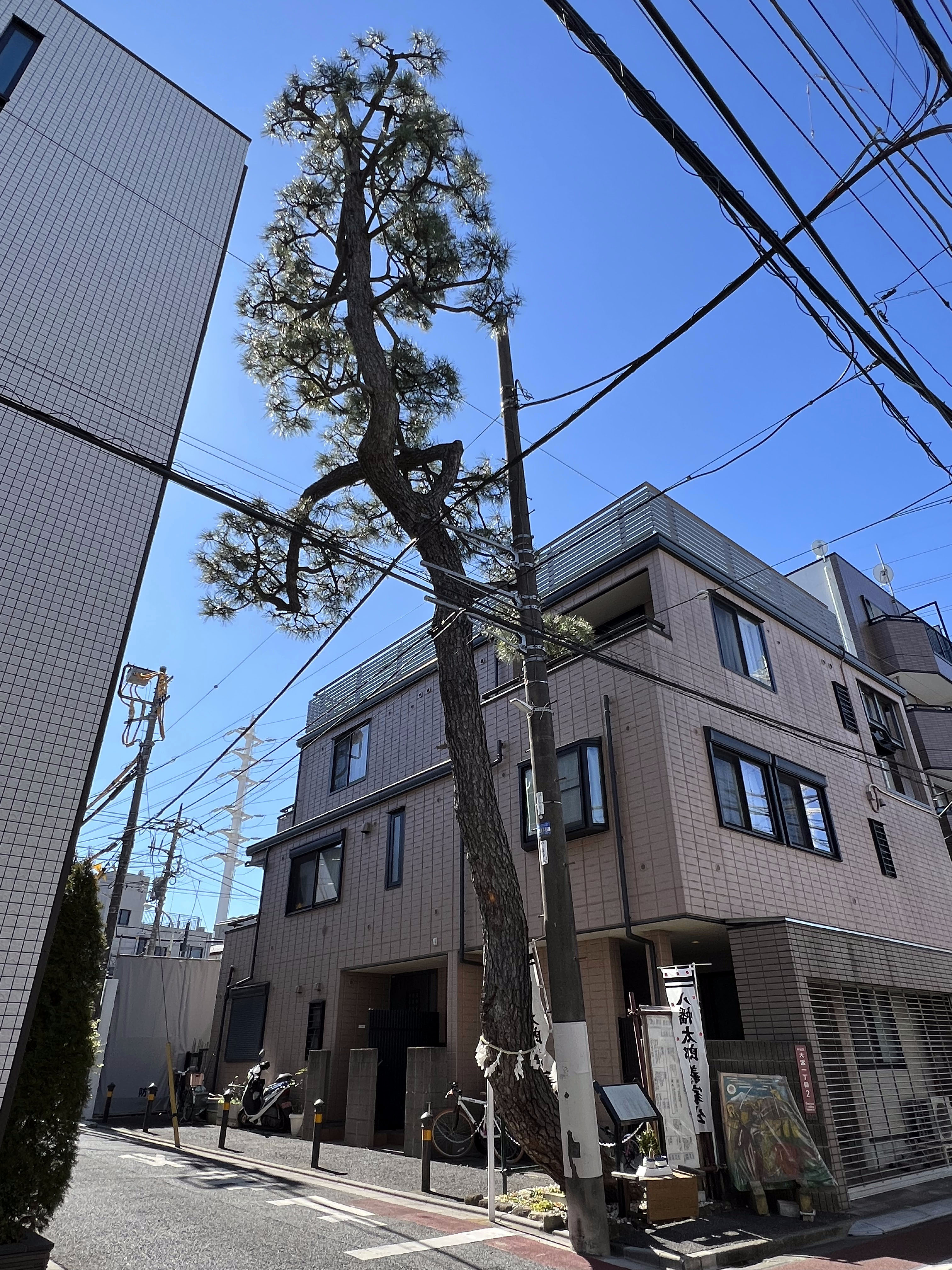

鞍掛けの松（くらかけのまつ）は、東京都杉並区大宮の大宮八幡宮の参道に面している松の木である。
平安時代の武将・源義家が、「父である源頼義と奥州遠征の折、この大宮の地で先勝を祈願。その際、この松の枝に馬の鞍を掛けた」という伝承に由来する。現在の松の木は代替りしたものである。